# Laskowizna (Ostrów Mazowiecka)
Pour les articles homonymes, voir Laskowizna.
Laskowizna (prononciation : [laskɔˈvizna]) est un village polonais de la gmina de Brok dans le powiat d'Ostrów Mazowiecka de la voïvodie de Mazovie dans le centre-est de la Pologne.
Il se situe à environ 6 kilomètres au nord de Brok (siège de la gmina), 8 kilomètres au sud-ouest d'Ostrów Mazowiecka (siège du powiat) et à 82 kilomètres au nord-est de Varsovie (capitale de la Pologne).

## Histoire
De 1975 à 1998, le village appartenait administrativement à la voïvodie d'Ostrołęka.